# 로보틱스;노츠
로보틱스;노츠(영어: Robotics;Notes, 일본어: ロボティクス;ノーツ)는 2012년 6월에 출시된 PSP 게임 또는 2012년 10월부터 방영을 시작한 노이타미나 애니메이션이다.

## 등장인물
야시오 카이토(일본어: 八汐 海翔
성우 - 키무라 료헤이, 세키네 와타루（9살, TVA 오리지널）
세노미야 아키호(일본어: 瀬乃宮 あき穂)
성우 - 난죠 요시노
히다카 스바루(일본어: 日高 昴)
성우 - 호소야 요시마사
고지로 프라우 (일본어: 神代 フラウ)
성우 - 나즈카 가오리
다이토쿠 준나 (일본어: 大徳淳和)
성우 - 토쿠이 소라
아이리 (일본어: 愛理)
성우 - 구기미야 리에
세노미야 미사키(일본어: 瀬乃宮 みさ希)
성우 - 이노우에 기쿠코
이레이 미즈카 (일본어: 伊禮 瑞榎)
성우 - 혼다 다카코
나가후카다 미츠히코(일본어: 長深田 充彦)
성우 - 우에다 요지
우스이 카오루코(일본어: 臼井 薫子)
성우 - 사와다 토시코
후지타 테츠하루 (藤田 鉄治)
성우 - 후쿠다 노부아키
키미지마 코우(일본어: 君島 コウ)
성우 - 모리카와 토시유키
세노미야 켄이치로 (일본어: 瀬乃宮健一郎)
성우 - 고야마 다케히로
나가후카다 스미오(일본어: 長深田 澄夫)
성우 - 가나오 데쓰오
히다카 히로무(일본어: 日高 宏武)
성우 - 기노시타 히로유키
미스타 플레이아데스
성우 - ?
사와다 토시유키(일본어: 澤田 敏行)
성우 - 미키 신이치로
텐노지 나에 (일본어: 天王寺 綯)
성우 - 야마모토 아야노
유키후네 아이리(일본어: 行舟  愛理)
성우 - 쿠기미야 리에